# Mindaugas Umaras
Mindaugas Umaras (Kaunas, 20 de maig de 1963) va ser un ciclista lituà que fou professional entre 1989 i 1991. Combinà el ciclisme en pista amb la carretera. Els seus majors èxits els aconseguí com amateur representant la Unió Soviètica.
Va prendre part en els Jocs Olímpics de Seül de 1988, en què formava part de l'equip soviètic, que guanyà la medalla d'or en Persecució per equips. Mindaugas només va participar en les rondes classificatòries. També va competir als Ciclisme als Jocs Olímpics d'Atlanta de 1996 ja sota bandera lituana.
És el germà petit de Gintautas Umaras.

## Palmarès en pista
- 1988
  -  Medalla d'or als Jocs Olímpics de Seül en la prova de Persecució per equips (amb Viatxeslav Iekímov, Dmitri Neliubin, Artūras Kasputis i Gintautas Umaras)

## Palmarès en ruta
- 1991
  - 1r al Tour del Rosselló
  - Vencedor d'una etapa de la Volta a Colòmbia
- 1992
  - Vencedor d'una etapa de la Clàssica d'Antioquia